# Unione Sportiva Lecce 1971-1972
Questa voce raccoglie le informazioni riguardanti l'Unione Sportiva Lecce nelle competizioni ufficiali della stagione 1971-1972.

## Divise
| Casa | Casa (2ª versione) | Casa (3ª versione) | Trasferta |

## Rosa
| N. |                   | Ruolo | Calciatore         |
| -- | ----------------- | ----- | ------------------ |
|    | Italia (bandiera) | P     | Ezio Candido       |
|    | Italia (bandiera) | P     | Giuseppe Ferretti  |
|    | Italia (bandiera) | P     | Gabriele Menozzi   |
|    | Italia (bandiera) | D     | Michele Lorusso    |
|    | Italia (bandiera) | D     | Franco Mamilovich  |
|    | Italia (bandiera) | D     | Salvatore Flamini  |
|    | Italia (bandiera) | D     | Salvatore Di Somma |
|    | Italia (bandiera) | D     | Antonio Tornese    |
|    | Italia (bandiera) | D     | Vittorio Guzzo     |
|    | Italia (bandiera) | C     | Angelo Cesana      |
|    | Italia (bandiera) | C     | Giuseppe Materazzi |

| N. |                   | Ruolo | Calciatore          |
| -- | ----------------- | ----- | ------------------- |
|    | Italia (bandiera) | C     | Antonio Donadei     |
|    | Italia (bandiera) | C     | Angelo Desio        |
|    | Italia (bandiera) | C     | Piero Giagnoni      |
|    | Italia (bandiera) | C     | Antonio Petrelli    |
|    | Italia (bandiera) | A     | Piero Angelo Basili |
|    | Italia (bandiera) | A     | Ennio Fiaschi       |
|    | Italia (bandiera) | A     | Guido Mattei        |
|    | Italia (bandiera) | A     | Sandro Crispino     |
|    | Italia (bandiera) | A     | Sergio Minervini    |
|    | Italia (bandiera) | A     | Roberto Pellè       |
|    | Italia (bandiera) | A     | Raffaele Pinton     |